# Kenny Zamudio
Kenny Zamudio Vega (4 de noviembre de 2005) es un deportista mexicano que compite en saltos de plataforma. Ganó una medalla de bronce en los Juegos Panamericanos de 2023, en la prueba individual.

## Palmarés internacional
| Juegos Panamericanos | Juegos Panamericanos | Juegos Panamericanos | Juegos Panamericanos |
| Año                  | Lugar                | Medalla              | Prueba               |
| -------------------- | -------------------- | -------------------- | -------------------- |
| 2023                 | Santiago (Chile)     | Medalla de bronce    | Plataforma 10 m      |